# Jogo do ultimato

Forma extensa de um jogo do ultimato, com duas ofertas.

O jogo do ultimato (em inglês: Ultimatum game) é uma das aplicações práticas para se estudar a teoria dos jogos.
Em resumo, o jogo do ultimato ocorre da seguinte maneira: A banca concede um prêmio a uma pessoa, o líder, que deverá dividi-lo com uma segunda pessoa, o receptor, oferecendo-lhe uma oferta. Porém se o receptor recusar essa oferta, a banca não pagará nada a nenhum dos dois.
O primeiro jogo do ultimato foi desenvolvido em 1982 como uma representação estilizada da negociação, por Güth, Schmittberger e Schwarze.
O jogo do ditador é uma variação do jogo do ultimato.